# 白志文
白志文（1903年—1986年），满族，镶白旗出身，中国人民解放军将领、中国人民解放军开国少将。
曾任河北军区石门军分区司令员。1955年，授予中国人民解放军少将。